# I Will Survive
„I Will Survive“ je slavná píseň americké zpěvačky Glorie Gaynor z roku 1978. Jedná se o jednu z klasik žánru disco. Text písně pojednává o nalezení síly po devastujícím rozchodu. Píseň se stala „hymnou ženského sebevědomí.“ Zaznívá také v mnoha hollywoodských filmech a seriálech. Textař Dino Fekaris ji napsal poté, co byl vyhozen z hudebního vydavatelství Motown a píseň ve skutečnosti popisuje jeho snahu získat zpět skladatelské sebevědomí.
Český cover nazpívala Helena Vondráčková jako píseň „Já půjdu dál“, která poprvé vyšla v roce 1999 na albu Zlatá Helena. Píseň se stala jedním z jejích slavných hitů.